# Castillo de Garaño
Garaño es un antiguo castillo de Navarra en una peña de unos 600 m de altitud, junto a las localidades de Eguíllor y Saldise (Ollo), a unos 15 km al noroeste de Pamplona. Su ubicación lo sitúa dentro del término de Saldise aunque su acceso más fácil se realiza desde Eguílor.

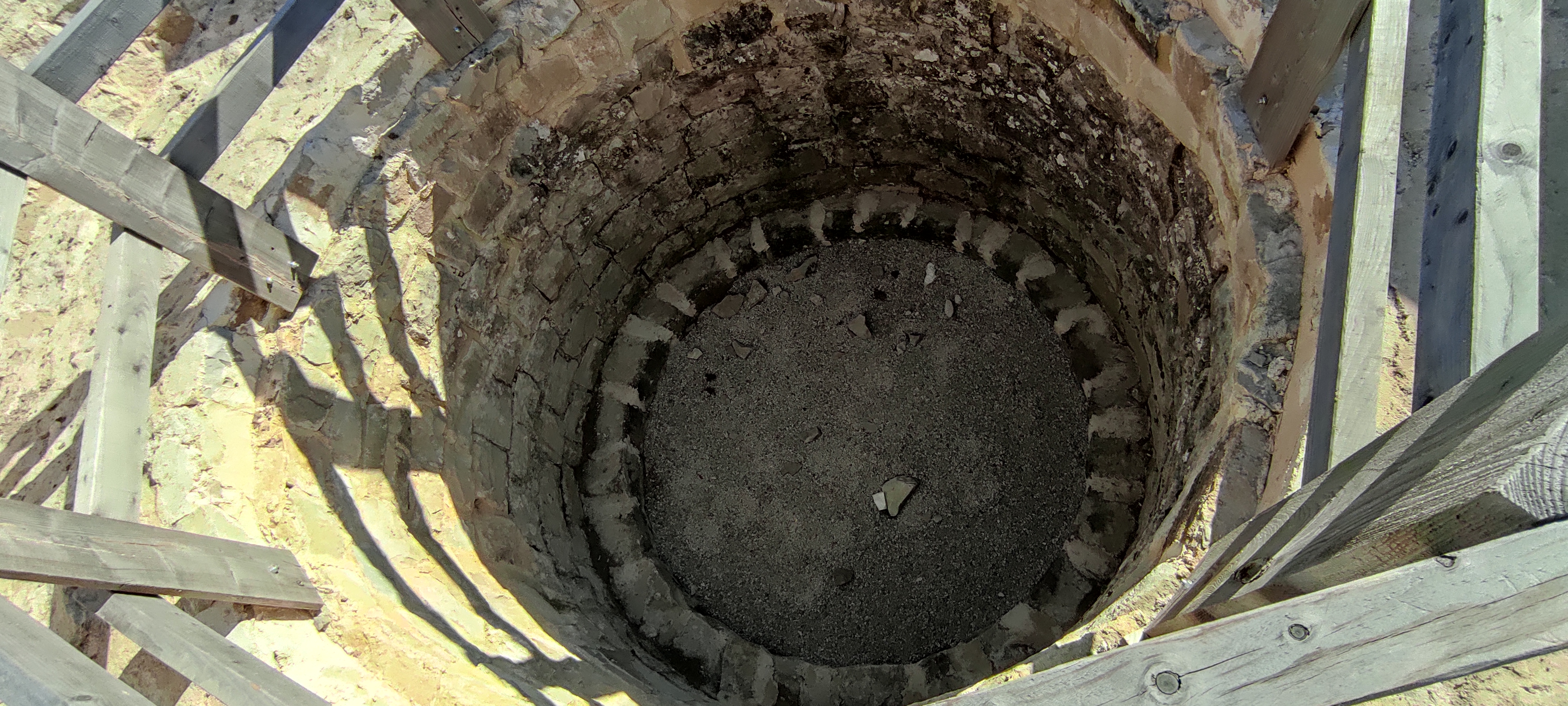

## Descripción
Únicamente quedan restos del muro exterior, de un cerco circular interior y de la torre del homenaje. Según Jimeno Jurío estamos ante el mítico Sajrat Qays.
El castillo adquirió el nombre de un poblado medieval, una villa de realengo, que estaba en sus proximidades y que desapareció en torno a 1350, durante la Edad Media. También era el nombre de un vallecillo con entidad propia que englobaba a varios pueblos y monasterios, pertenecientes en la actualidad administrativamente al Valle de Ollo.
Se considera que esta fortaleza de las más antiguas de la Comarca de Pamplona y una de las más antiguas del Reino de Navarra. Entre sus ruinas se encontraron monedas del siglo XI. Se relata con detalle su conquista en la Guerra de Navarra en 1276, en el famoso poema de Guihem de Anelier. Este hecho es recordado en el carnaval de Eguíllor-Beasoáin, que se celebra el fin de semana anterior al de Pamplona.[cita requerida]
También debió servir de residencia, por algún tiempo, para Lancelot de Navarra, hijo natural de Carlos III de Navarra. Se trataba de una zona muy poblada por su cercanía a Pamplona y probablemente por la seguridad que ofrecía la propia capital y la presencia del castillo.[cita requerida]
Hoy da nombre asimismo a la sociedad cultural Garaño, situada a sus pies en Eguíllor-Beasoáin.[cita requerida]

## Excavaciones arqueológicas
En el año 2010 comenzaron las excavaciones arqueológicas a cargo de la empresa navarra Gestión Cultura Larrate. Tras una limpieza de la vegetación se comenzó a ver con nitidez sus restos: una torre del homenaje de planta circular, un recinto que la envuelve y un segundo cerco externo. Entre otras dependencias la fortaleza contaba con una gran casa para los guardas, bodega junto a ella, capilla, cocina, palacio y tres torres en su muro exterior. El torreón principal es de planta circular, de base troncocónica, y según la documentación contaba con un andamio externo, garitas y varias plantas. Un rayo destruyó parte de la torre en 1347.
El aljibe estaba situado mirando al Sur y, por los indicios, su tamaño debió ser importante. El castillo tuvo un carácter casi residencial a tenor de los documentos. En un proceso del siglo XVI se dice que tenía una iglesia en el término en honor a San Salvador mientras que la del poblado del mismo nombre era por San Miguel.
Desde su punto más alto se aprecia con nitidez la fortaleza de Orarregi, en el monte gaztelu sobre Ilzarbe, y el castillo de Aixita en la peña de las dos Hermanas. También el de Sardea en la peña Ezquidi. Todos forman un pequeño sistema defensivo que protegía los pasos de Larraun y Osquía.
Posiblemente se encuentre en este lugar la enigmática fortaleza Sajrat Qais, mencionada en las crónicas árabes desde el siglo VIII-X, aunque hay otros historiadores que la sitúan en San Miguel de Aralar, Huarte Araquil, Cirauqui, Ezcaba y Echauri. Jimeno Jurío, siguiendo los consejos del investigador Juan Manuel Osés Ilzarbe, también sitúa el castillo en el lugar de Garaño.
Su destrucción data de 1512 y fue de las primeras fortalezas que se mandó derruir. Posiblemente para evitar que los naturales se defendieran en ella y pudieran entorpecer el afianzamiento militar castellano.

### Sajrat Qays
Según Sagredo, que trabaja en la actualidad en la recuperación del castillo, en relación con si es o no el mítico bastión árabe dice: "es muy probable que el mítico castillo Sajrat se ubicara en este punto. Coinciden con las pocas descripciones que tenemos del lugar y con las estructuras iniciales de la fortaleza, que nos sitúan en unas formas constructivas que se sitúan debajo de las actuales. También debemos tener en cuenta el entorno durante la Alta Edad Media. El valle llamado de Garaño era un espacio donde se situaban varios monasterios, uno incluso próximo al castillo. Este valle era sin duda un espacio usado por los reyes y por tanto una zona de refugio. No obstante, hay que encontrar pruebas esclarecedoras para abandonar el terreno de la hipótesis y situar con certeza el lugar. Es el fin de cualquier investigación".

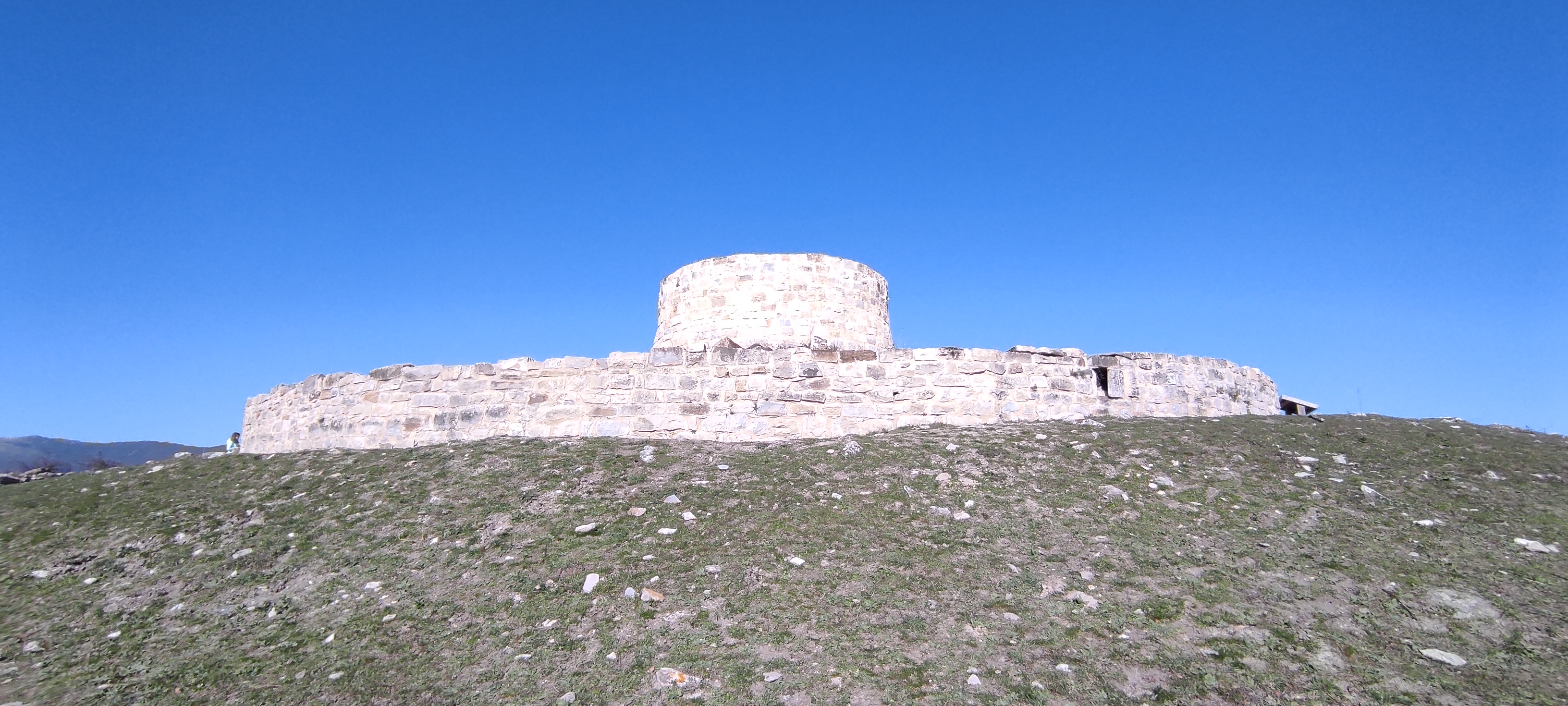
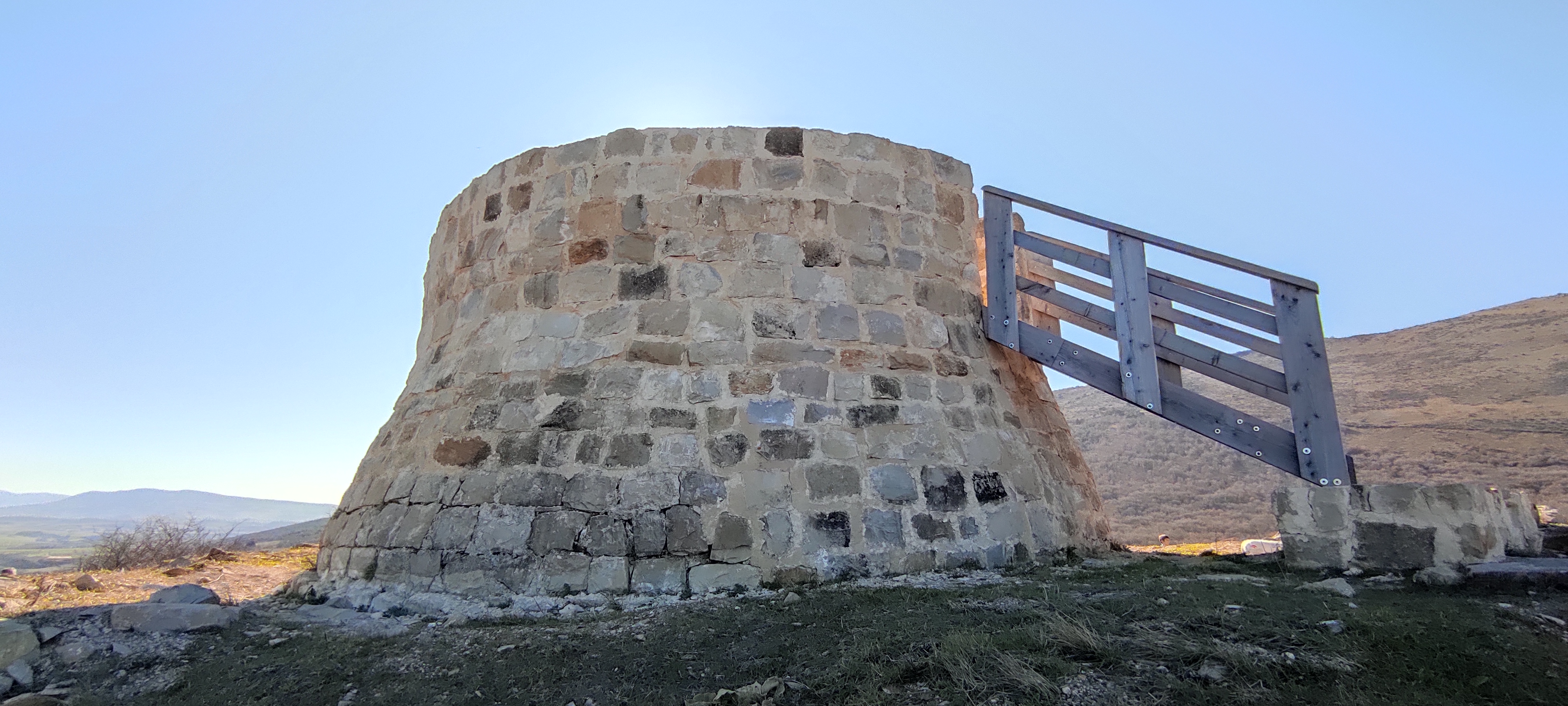
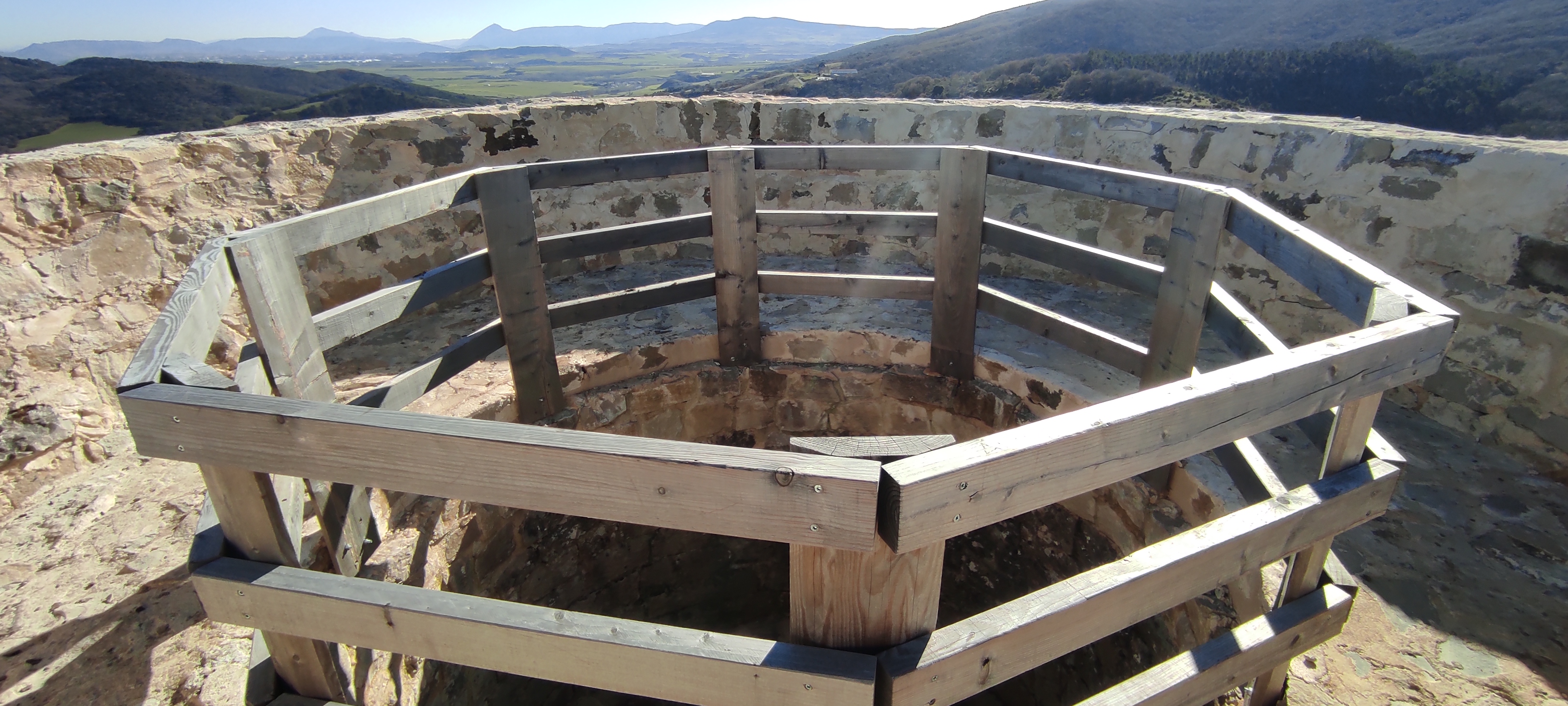
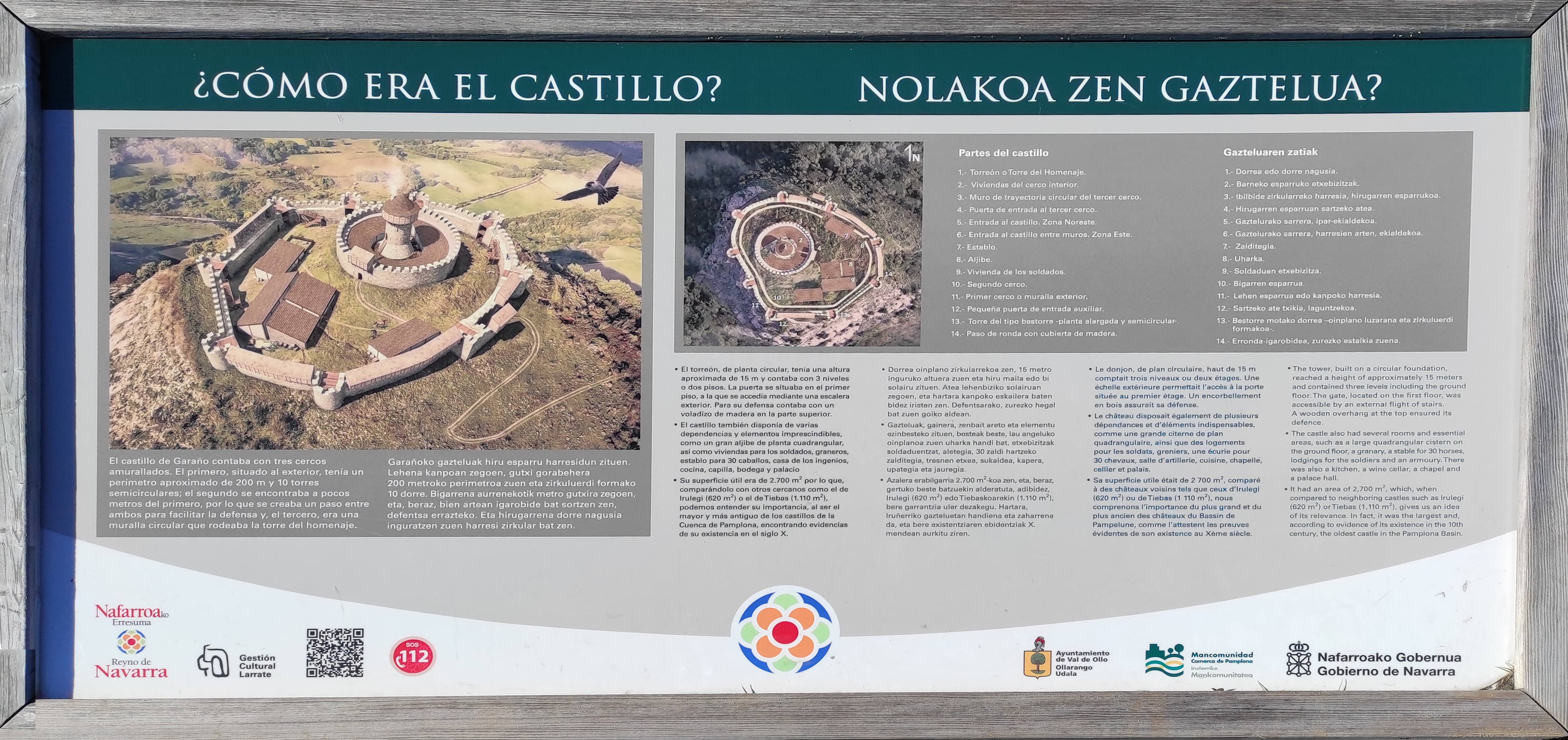
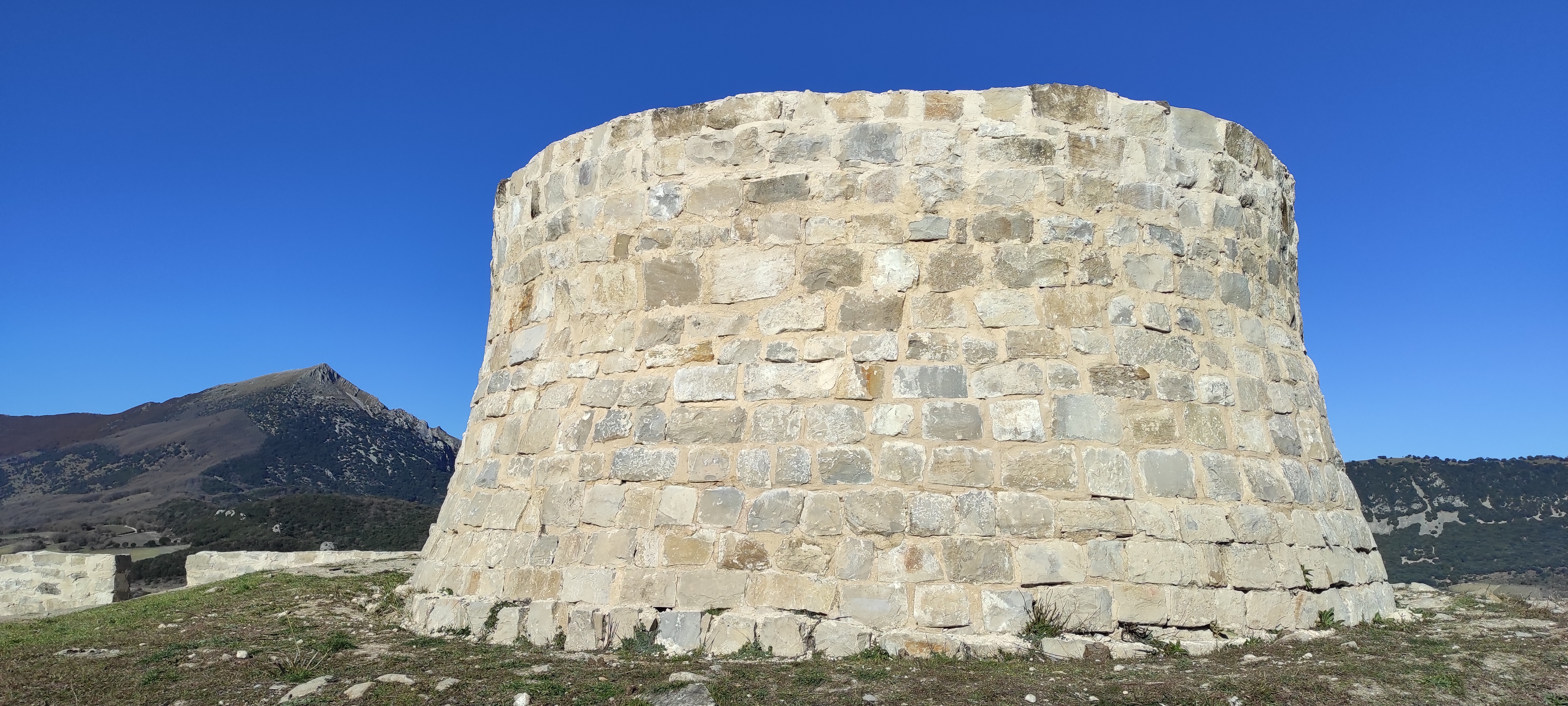
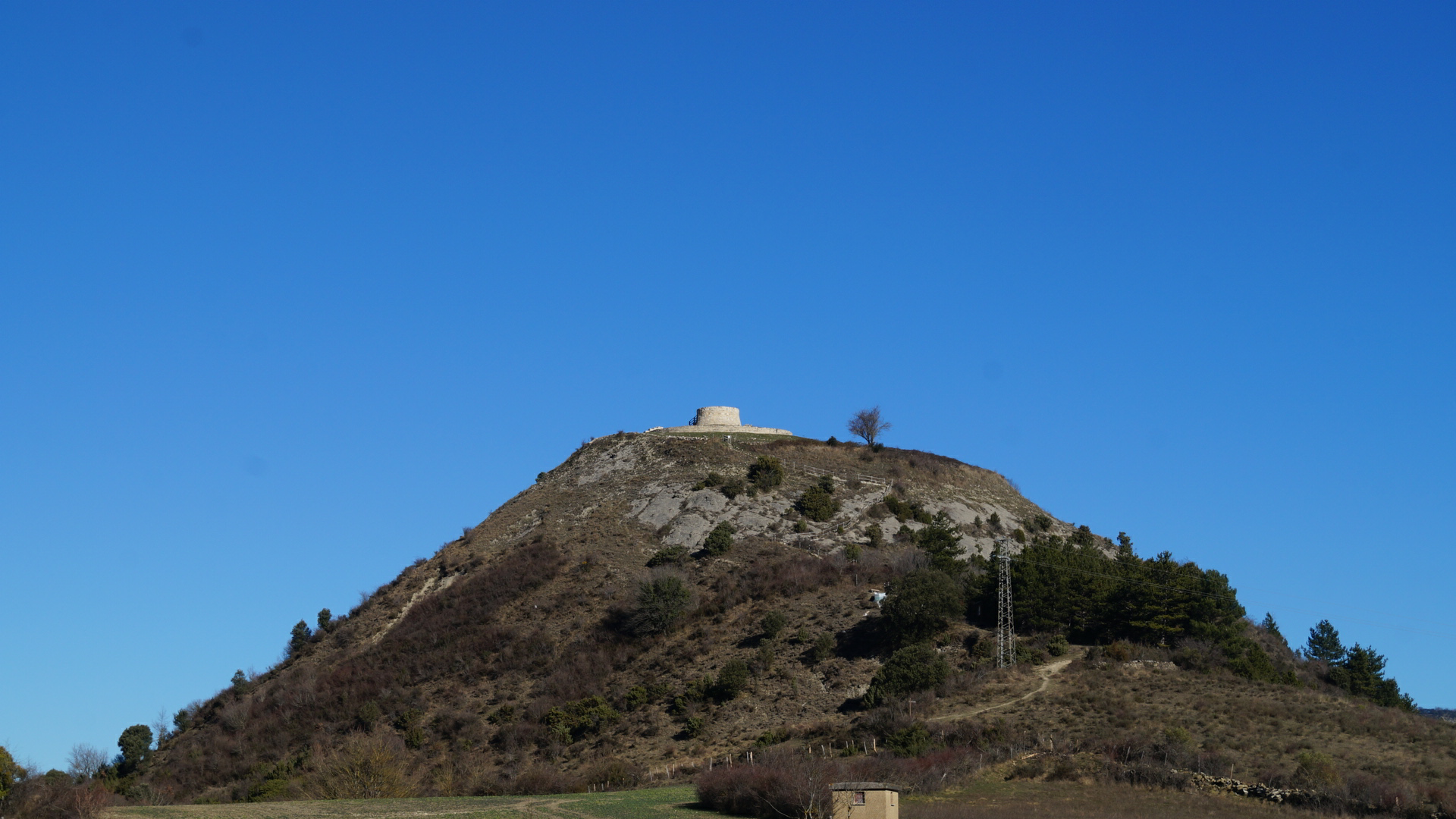